# Casacalenda
Casacalenda é uma comuna italiana da região do Molise, província de Campobasso, com cerca de 2441 habitantes. Estende-se por uma área de 67 km², tendo uma densidade populacional de 36 hab/km². Faz fronteira com Bonefro, Guardialfiera, Larino, Lupara, Montorio nei Frentani, Morrone del Sannio, Provvidenti, Ripabottoni.

## Demografia
| Variação demográfica do município entre 1861 e 2011                               |
|                                                                                   |
| Fonte: Istituto Nazionale di Statistica (ISTAT) - Elaboração gráfica da Wikipedia |